# Madonna van de weide
De Madonna van de weide (Italiaans: Madonna del Prato) is een schilderij van Giovanni Bellini. Hij schilderde het omstreeks 1505. Sinds 1858 maakt het deel uit van de collectie van de National Gallery in Londen.

## Voorstelling
Bellini schilderde de Madonna van de weide, die lang is toegeschreven aan Marco Basaiti, aan het eind van zijn loopbaan. In deze periode slaagde de kunstenaar er voor het eerst in om de figuren op de voorgrond en het landschap op de achtergrond volledig te integreren.
Op de Madonna van de weide zit Maria op de grond, een type afbeelding dat in de iconografie bekendstaat als een Madonna dell'Umiltà (Madonna van de nederigheid). Jezus ligt slapend in haar schoot met zijn rechterhand op zijn hart. Maria kijkt haar zoon met half gesloten ogen aan. Met haar handen in gebed gevouwen, mediteert ze over het lijden van Christus in de toekomst. Als oudere vrouw zal ze Jezus' dode lichaam op dezelfde manier dragen. Een piëta die Bellini in dezelfde periode schilderde, heeft dan ook een vergelijkbare compositie.
Het landschap op de achtergrond is even zorgvuldig geschilderd als de votiefafbeelding op de voorgrond. Moeder en kind zitten midden in een halfronde tuin, een hortus conclusus. Daarachter hoeden twee personen hun dieren aan de voet van enkele heuvels. Wellicht liet Bellini zich bij het schilderen van dit landschap mede leiden door de Georgica van Vergilius. In het gedetailleerd weergegeven stadje kan Feltre herkend worden in het achterland van Venetië. De symboliek van de dieren links op het schilderij is niet geheel duidelijk. De witte vogel die een slang aanvalt, kan een verbeelding zijn van de strijd tussen goed en kwaad. De zwarte vogel boven in de afgestorven boom kan zowel verwijzen naar de dood (gier) als naar de triomf van Christus (adelaar).

## Afbeeldingen

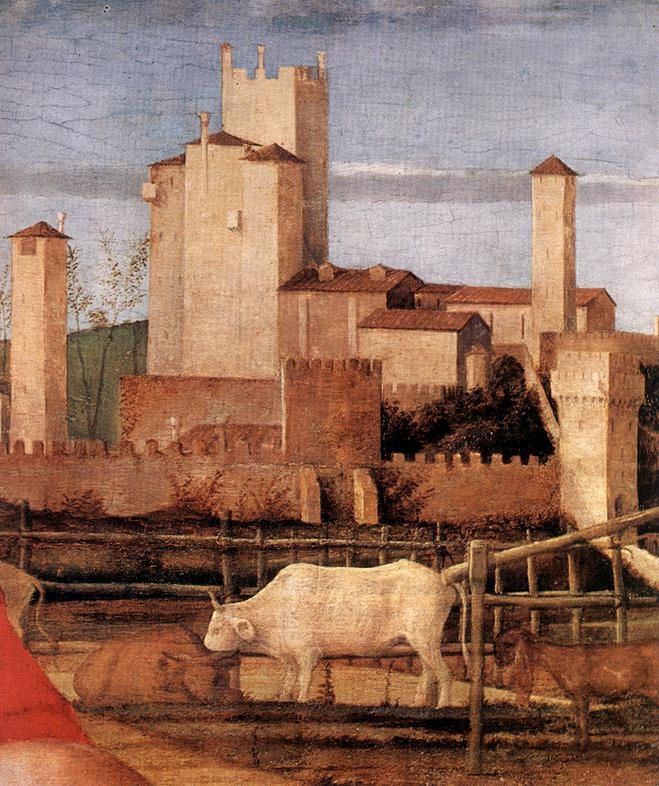
detail
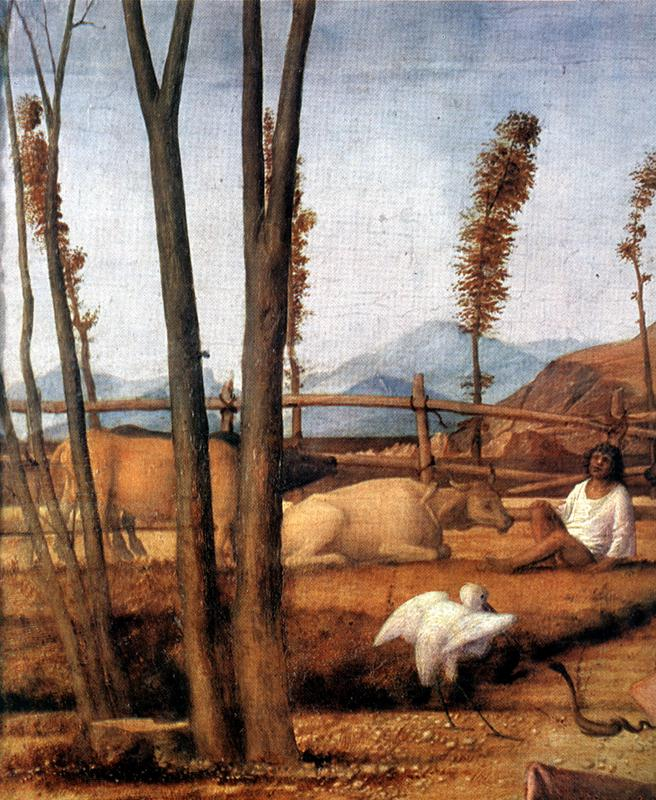
detail
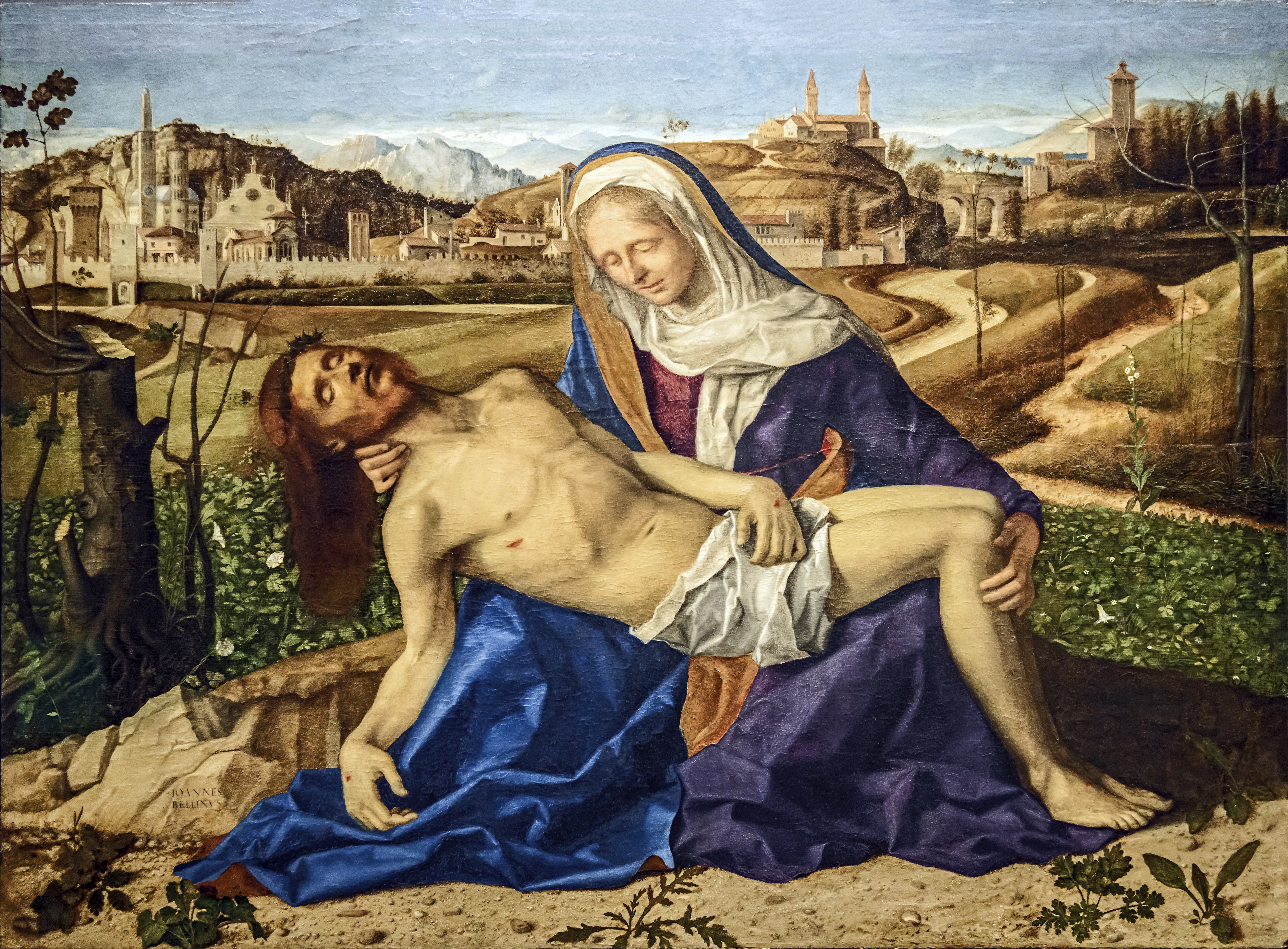
Martinengo's piëta (ca. 1505)